# 玉里麵

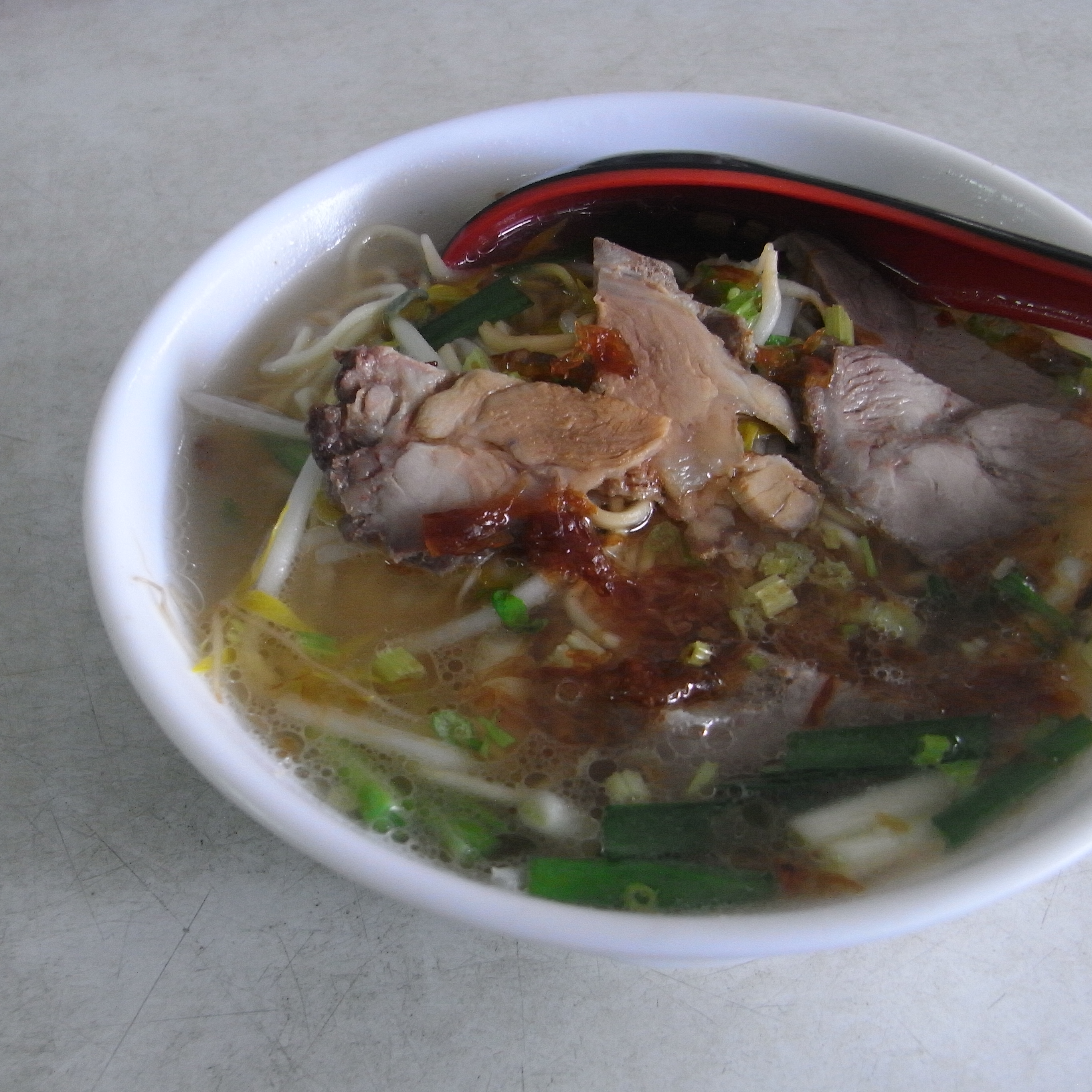
玉里麵有分乾麵、湯麵二種口味，圖中顯示是湯麵。

玉里麵，原名玉里大麵，臺灣地方麵食，因發源自花蓮縣玉里鎮而得名，其發展僅現存於玉里鎮。
玉里麵用大骨湯為湯底，使湯頭品嚐起來濃郁，麵條是全手工製程，使咀嚼起來彈牙滑口，故有著「臺式的日本拉麵」之稱號。

## 歷史
相傳是源於日治時期，由於日本人愛吃拉麵，便將麵食文化帶進玉里，並結合在地食材，開啟了玉里人的麵食歷史。後來，中國大陸一位福州師傅，隨著中華民國政府遷臺而來到玉里擺攤開館，賣起了一種外形與油麵相似的大麵，受到許多工人食用後，其口感是麵條彈牙有嚼勁，因此名聲大噪下，於是當地人將它稱為「玉里麵」。
2013年9月25日，花蓮縣政府在花蓮市的縣府廣場舉辦「2013花蓮玉里麵節」活動，藉玉里麵推廣花蓮南區的觀光，因此推出53家玉里麵店。實際上在玉里有4家製麵、10餘家賣麵，每家都對食客打著「玉里麵」名號吸引上門。

## 選料、製作
玉里麵分成麵條、湯頭、佐料三個部分。麵條是選擇俗稱黃麵的油麵以手工製成，煮熟後得馬上以用電風扇吹，同時手工翻攪讓麵條可以完全和著油，如此做法才能使麵條增加彈性口感。湯頭則以豬的大骨熬煮出骨汁做為高湯。最後在佐料部分則有油蔥、蔥花、韭菜、芹菜末和豆芽菜等，這些都得視各店家選擇佐料而定，然後加上豆芽菜及3塊豬肉片，即完成一道玉里麵。
其吃法可變化出擔仔麵、排骨麵、羹麵、肉燥乾麵等口味，但因為玉里麵並未仿照加工食品有添加物，所以沒有保存期限，而且因為熱食是在當地製作，只能在當地現吃而無法帶走，否則隔天便會腐敗而不能食用。